# Wafangdian
Wafangdian (瓦房店市S, WǎfángdiànP) è una città-contea della Cina, situata nella provincia di Liaoning e amministrata dalla prefettura di Dalian.